# Kościół Świętego Krzyża w Kozienicach
Kościół Świętego Krzyża w Kozienicach – rzymskokatolicki kościół parafialny należący do dekanatu kozienickiego diecezji radomskiej.
Obecna świątynia została wzniesiona w latach 1868-1869 jako piąta z kolei. Kamień węgielny został położony w dniu 14 czerwca 1868 roku. Budowla została konsekrowana w dniu 24 października 1869 roku przez biskupa sandomierskiego Michała Józefa Juszyńskiego. Głównym budowniczym świątyni był ksiądz Józef Khaun, a duże nakłady finansowe - prawie 7000 rubli poniósł generał Włodzimierz Den.
Świątynia została wzniesiona w stylu a'la bazylikowym lub pseudobazylikowym. Posiada trzy nawy, jest halowa, wzniesiona na planie prostokąta. Budowla jest orientowana, prezbiterium jest zamknięte trójbocznie i nieco szersze od nawy głównej, posiada 2 zakrystie, które mają osobne wejścia z zewnątrz. Główne wejście do kościoła jest umieszczone w elewacji frontowej i równocześnie wieżowej. Budowla posiada także cztery boczne wejścia, po dwa z przodu i po dwa z tyłu. Okna, ozdobione łukami półokrągłymi, są umieszczone tylko w ścianach nawa bocznych. Nawy boczne są obniżone w stosunku do nawy głównej i są nakryte sufitami.
Budowla posiada 5 ołtarzy reprezentujących styl rokokowy. Są to: ołtarz główny i 4 boczne, umieszczone symetrycznie po 2 w nawach bocznych. Nad ołtarzem głównym znajduje się obraz św. Rocha namalowany olejem na płótnie. Lewe ołtarze boczne to: ołtarz Matki Bożej z Dzieciątkiem Jezus i ołtarz Przemienienia Pańskiego. Prawe ołtarze boczne to ołtarz św. Antoniego i ołtarz św. Franciszka obejmującego ukrzyżowanego Chrystusa. Ambona została wykonana z drewna i jest pomalowana na kremowo. Chrzcielnica została wykonana z marmuru w kształcie dużej wazy. Ufundowali ją w 1929 roku parafianie z dobrowolnych datek. Feretrony przedstawiają 14 stacji Drogi Krzyżowej namalowanych na płótnie. Do najstarszych sprzętów liturgicznych należą; monstrancja wieżyczkowa wykonana w 1587 w Krakowie, wczesnobarokowa puszka na komunikanty z 1 połowy XVII stulecia oraz barokowy trybularz.

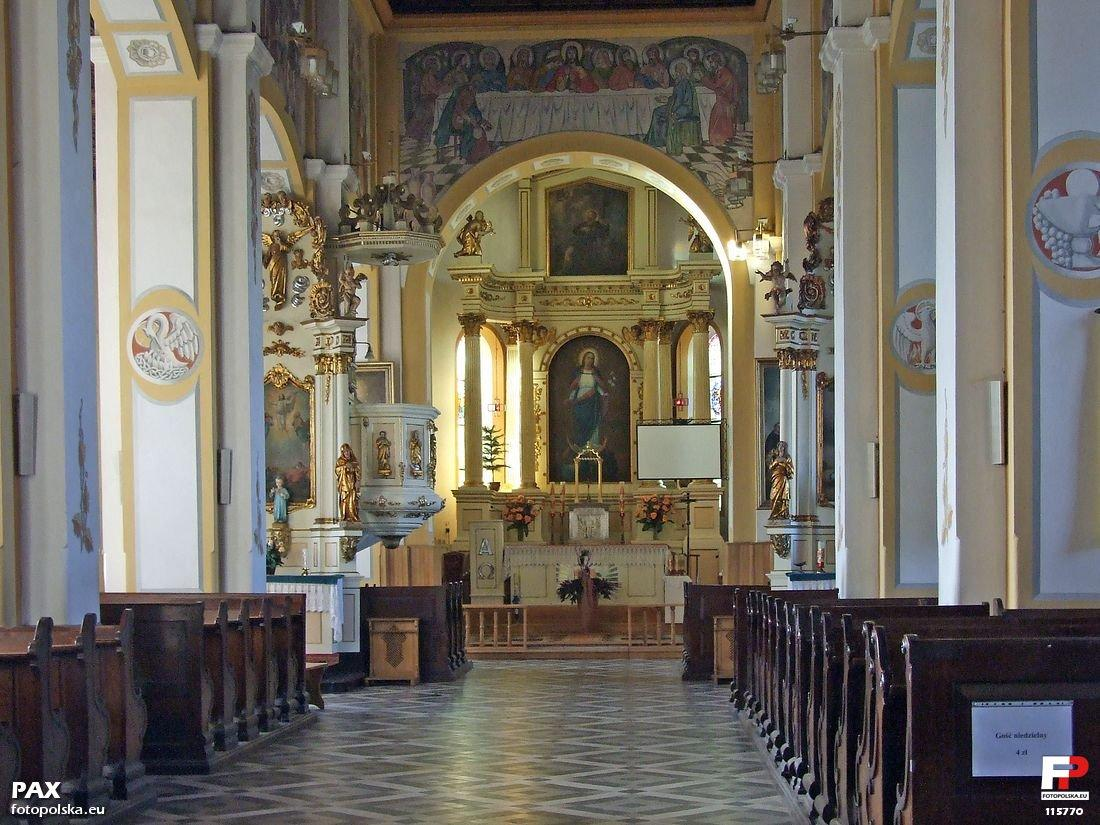
Wnętrze świątyni
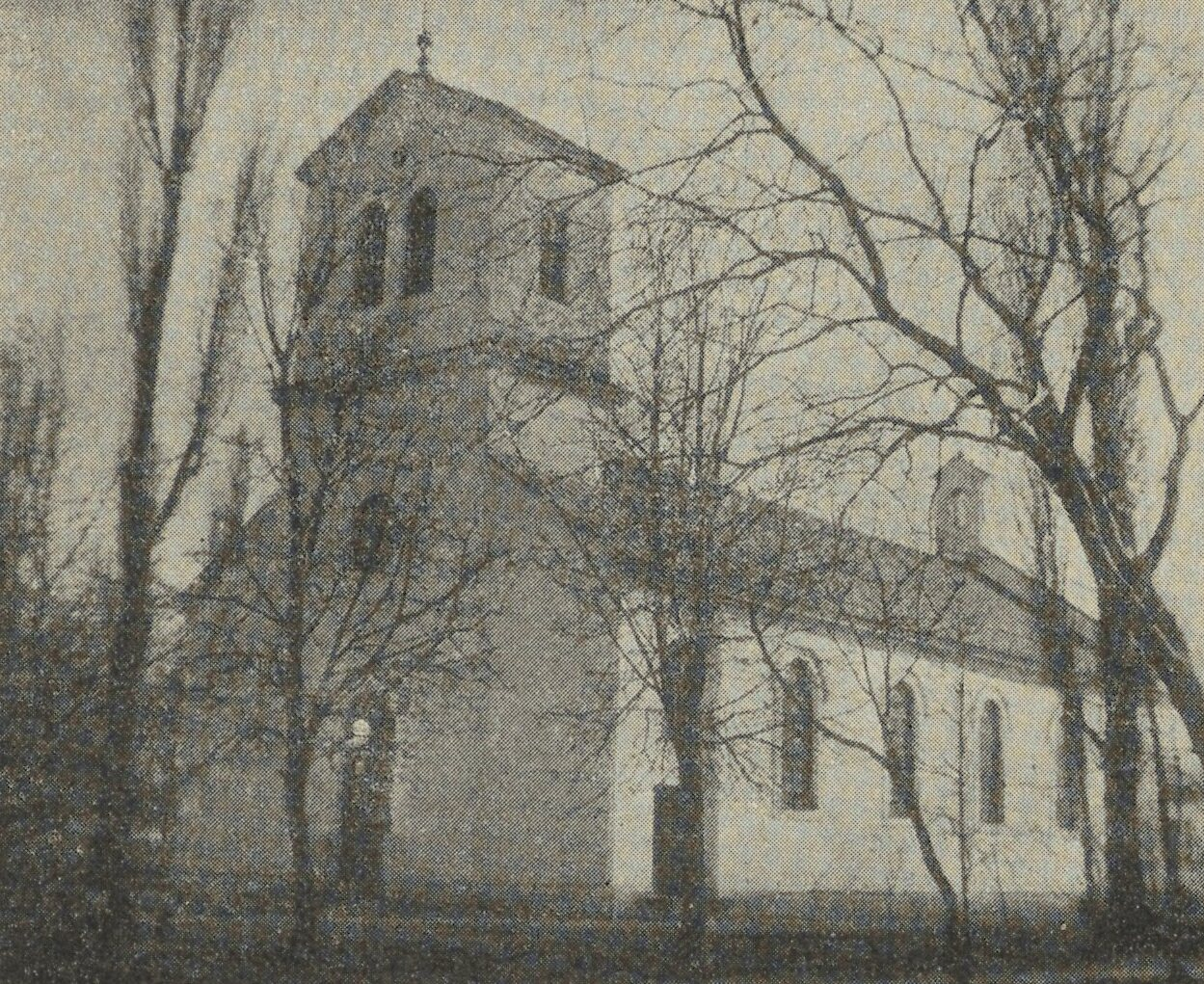
Kościół przed 1913